# بليموث (كارولاينا الشمالية)
بليموث (بالإنجليزية: Plymouth)‏ هي مدينة أمريكية ومركز مقاطعة واشنطن في ولاية كارولاينا الشمالية في الولايات المتحدة الأمريكية.

## التركيبة السكانية
حدّد مكتب تعداد الولايات المتحدة بيانات التركيبة السكانية لبليموث في تعداد الولايات المتحدة. في ما يلي، التركيبة السكانية حسب تعدادي 2000 و2010.

### تعداد عام 2000
بلغ عدد سكان بليموث 4,107 نسمة بحسب تعداد عام 2000، وبلغ عدد الأسر 1,623 أسرة وعدد العائلات 1,120 عائلة مقيمة في البلدة. في حين سجلت الكثافة السكانية 393 نسمة لكل كيلومتر مربع (1,017.9/ميل2). وبلغ عدد الوحدات السكنية 1,829 وحدة بمتوسط كثافة قدره 175 لكل كيلومتر مربع (453.2/ميل2).
وتوزع التركيب العرقي للبلدة بنسبة 35.04% من البيض و63.09% من الأمريكيين الأفارقة و0.02% من الأمريكيين الأصليين و0.61% من الأمريكيين ذوي الأصول الآسيوية و0.73% من الأعراق الأخرى و0.51% من عرقين مختلطين أو أكثر و1.31% من الهسبانيون أو اللاتينيون من أي عرق.
بلغ عدد الأسر 1,623 أسرة كانت نسبة 37.8% منها لديها أطفال تحت سن الثامنة عشر تعيش معهم، وبلغت نسبة الأزواج القاطنين مع بعضهم البعض 39.1% من أصل المجموع الكلي للأسر، ونسبة 27.2% من الأسر كان لديها معيلات من الإناث دون وجود شريك،  بينما كانت نسبة 2.8% من الأسر لديها معيلون من الذكور دون وجود شريكة وكانت نسبة 31% من غير العائلات. تألفت نسبة 28.7% من أصل جميع الأسر من عدة أفراد يعيشون في نفس المنزل ونسبة 14.8% كانت تتألف من شخص يعيش بمفرده يبلغ من العمر 65 عاماً أو أكثر. وبلغ متوسط حجم الأسرة المعيشية 2.43، أما متوسط حجم العائلات فبلغ 2.99.
بلغ العمر الوسطي للسكان 38.1 عاماً. وكانت نسبة 28.5% من القاطنين تحت سن الثامنة عشر، وكانت نسبة 7.3% بين الثامنة عشر والرابعة والعشرين عاماً، ونسبة 22.5% كانت واقعةً في الفئة العمرية ما بين الخامسة والعشرين والرابعة والأربعين عاماً، ونسبة 22.5% كانت ما بين الخامسة والأربعين والرابعة والستين، ونسبة 15.2% كانت ضمن فئة الخامسة والستين عاماً فما فوق. يوجد لكل 100 أنثى 77.9 ذكر، ويوجد لكل 100 أنثى في الثامنة عشر من عمرها فما فوق 70.7 ذكر.
بلغ متوسط دخل الأسرة في البلدة 17,281 دولارًا، أما متوسط دخل العائلة فبلغ 26,800 دولارًا. وكان متوسط دخل الذكور 26,352 دولارًا مقابل 17,350 دولارًا للإناث. وسجل دخل الفرد الخاص بالبلدة 12,067 دولارًا. وكانت نسبة 30.8% من العائلات ونسبة 37.5% من السكان تحت خط الفقر، وكان من هؤلاء نسبة 54.3% تحت سن الثامنة عشر ونسبة 28.8% في الخامسة والستين من العمر وما فوق.

### تعداد عام 2010
بلغ عدد سكان بليموث 3,878 نسمة بحسب تعداد عام 2010، وبلغ عدد الأسر 1,594 أسرة وعدد العائلات 1,035 عائلة مقيمة في البلدة. في حين سجلت الكثافة السكانية 371.1 نسمة لكل كيلومتر مربع (961.1/ميل2). وبلغ عدد الوحدات السكنية 1,856 وحدة بمتوسط كثافة قدره 177.6 لكل كيلومتر مربع (460.0/ميل2).
وتوزع التركيب العرقي للبلدة بنسبة 29.22% من البيض و68.41% من الأمريكيين الأفارقة و0.39% من الأمريكيين الأصليين و0.39% من الأمريكيين ذوي الأصول الآسيوية و0.62% من الأعراق الأخرى و0.98% من عرقين مختلطين أو أكثر و1.16% من الهسبانيون أو اللاتينيون من أي عرق.
بلغ عدد الأسر 1,594 أسرة كانت نسبة 33.7% منها لديها أطفال تحت سن الثامنة عشر تعيش معهم، وبلغت نسبة الأزواج القاطنين مع بعضهم البعض 32.1% من أصل المجموع الكلي للأسر، ونسبة 29.7% من الأسر كان لديها معيلات من الإناث دون وجود شريك،  بينما كانت نسبة 3.1% من الأسر لديها معيلون من الذكور دون وجود شريكة وكانت نسبة 35.1% من غير العائلات. تألفت نسبة 32.2% من أصل جميع الأسر من عدة أفراد يعيشون في نفس المنزل ونسبة 14.1% كانت تتألف من شخص يعيش بمفرده يبلغ من العمر 65 عاماً أو أكثر. وبلغ متوسط حجم الأسرة المعيشية 2.35، أما متوسط حجم العائلات فبلغ 2.96.
بلغ العمر الوسطي للسكان 41.0 عاماً. وكانت نسبة 26.3% من القاطنين تحت سن الثامنة عشر، وكانت نسبة 8% بين الثامنة عشر والرابعة والعشرين عاماً، ونسبة 19.5% كانت واقعةً في الفئة العمرية ما بين الخامسة والعشرين والرابعة والأربعين عاماً، ونسبة 26.9% كانت ما بين الخامسة والأربعين والرابعة والستين، ونسبة 19.4% كانت ضمن فئة الخامسة والستين عاماً فما فوق. وتوزع التركيب الجنسي للسكان بنسبة 43.2% ذكور و56.8% إناث.

## أعلام
- انجيلو بروكس
- دون براون
- تشارلز بوزر
- أوغستين دالي
- هارون أندرسون